# Клерфонтен (аббатство)
Аббатство Клерфонтен (фр. Abbaye de Clairefontaine, официальное название "Abbaye Notre-Dame de Clairefontaine"), также известное как Аббатство Кордемуа — траппистское аббатство, расположенное в 3 км от г. Буйон в местности Кордемуа, на берегу реки Семуа на юге Бельгии, провинция Люксембург, примерно в 70 км к юго-востоку от Шарлеруа, на границе с Францией. Аббатство является частью Ордена цистерцианцев строгого соблюдения.

## История
Аббатство было основано в 1815 г. в Мондее. Впоследствии община переехала в Ла-Кур-Петраль (La Cour-Pétral) в 1845 г., и впоследствии в Буйон в 1935 г. Статус аббатства получен 19 июля 1935 г.
Сегодня аббатство — действующий женский католический монастырь, насчитывающий около 25 монахинь, часть Траппистского ордена, член Международной траппистской ассоциации. В монастырском пансионате 25 номеров, которые открыты для посетителей круглый год, за исключением января. В монастыре есть пекарня, где выпекается хлеб и печенье, продающиеся в монастырском магазине. Также имеются мастерские по керамике, росписи по шёлку и другим творческим ремёслам, ферма, в которой разводят ослов, лошадей, овец и коз.